# Micrurus renjifoi
Micrurus renjifoi är en ormart som beskrevs av Lamar 2003. Micrurus renjifoi ingår i släktet korallormar, och familjen giftsnokar. Inga underarter finns listade i Catalogue of Life.
Denna orm förekommer är endast känd från ett exemplar som hittades vid floden Río Tomo nära mynningen i Orinoco i gränsområdet mellan Colombia och Venezuela. Fyndplatsen ligger mellan 10 och 150 meter över havet. Individen upptäcktes i en galleriskog med lövfällande träd. Micrurus renjifoi har liksom andra korallormar ett giftigt bett. Honor lägger antagligen ägg.
Micrurus renjifoi hittades i en nationalpark. IUCN listar arten med kunskapsbrist (DD).